# Изерский, Владимир Владимирович
Изерский Владимир Владимирович (род. 22 апреля 1969, Киев, Украинская ССР, СССР) — советский и украинский учёный в области энтомологии, экологии и охраны природы. С конца 90-х годов неоднократно осуществлял многомесячные экспедиции в различные экосистемы Амазонки на территории Перу, результаты которых были опубликованы в виде атласа по определению ночных чешуекрылых 3-х семейств. В связи с необходимостью стабильного изучения флоры и фауны Амазонии с конца 2007 года постоянно проживает в Республике Перу. С 2017 года руководит научными исследованиями Департамента природоохранных территорий (исп. Servicio Nacional de Áreas Naturales Protegidas, SERNANP) Министерства окружающей среды в центральном Перу.

## Биография
Занимался вопросами палеонтологии, занимая призовые места на научных конференциях. В связи с этим с 13 лет был кандидатом и затем Действительным членом Малой Академии Наук Украины.
Окончил полный курс (8 лет) музыкальной школы по классу виолончель и фортепиано.
Во время учёбы в университете в составе группы сотрудников Научно-исследовательского института биологии и биофизики (НИИ ББ, г. Томск) принимал участие в специализированных экспедициях по Дальнему Востоку России.
Совместно с ведущими специалистами БПИ (Биолого-почвенного института, Владивосток), НИИББ (Томск), ХИВЭП (Хабаровского института водных и экологических проблем, Хабаровск), ИСЭЖ (Института систематики и экологии Сибирского отделения Академии наук России, Новосибирск) за период с 1986 по 1995 год осуществил более 20 экспедиционных поездок в Монголию, Северный Китай, Восточную Сибирь, Алтай, Северный и Восточный Казахстан, Кавказ,Карпаты и Крым.
По результатам этих исследований, в период с 1996—1999 год были опубликованы несколько эколого-фаунистических статей и книга «Бомбиковидные чешуекрылые хохлатки Сибири и Дальнего Востока».
В этот же период времени изучал музыку по классу виолончель и фортепьяно и на протяжении 8 лет неоднократно был призёром различных столичных музыкальных конкурсов. На протяжении 5 лет был участником многих спелеологических экспедиций в горных массивах Карпат и Крыма, где получил одну из высших квалификационных категорий.
Окончил Томский государственный педагогический университет по специальностям «биолог-химик» и «охрана природы» и Томский государственный университет по специальностям «энтомолог-систематик» и «генетика человека». Для повышения уровня образования как руководителя высшего звена в Межрегиональной академии управления персоналом получил специальность «старший менеджер управления персоналом»1993-1994 и через Международный координационный совет выпускников учебных заведений «ИНКОРВУЗ» 1994 получил степень магистра педагогических наук.
С 1996—1998 был президентом Международного фонда «Способствование развитию науки и внедрению экологически прогрессивных технологий на Украине».
С мая 2018 года является президентом Международной Ассоциации НПО «ACRENAP».
В 2013 году как автор сценария и режиссёр принял участие в создании документального фильма о насекомых Амазонии «Короли природы. Удивительные насекомые Амазонии» (англ. Kings of Nature. Amazing insects of Amazonia) на двух языках.
В 2020 году как автор сценария и режиссёр принял участие в создании короткометражного документального фильма на трёх языках. о биосферном заповеднике Avireri Vraem и самой важности работы таких биосферных заповедников по программе ЮНЕСКО, для сохранения и развития природных ресурсов.
C 2021 года является президентом Консорциума биосферного заповедника Avireri Vraem, UNESCO.
С Августа 2022 года является Руководителем проекта  Регионального Правительства Департамента Гунин, Перу "Региональный Институт Кофе".

## Научные интересы
Является автором научных, научно-популярных и экологических статей, 7 книг по флоре и фауне Восточной Палеарктики, северного Лаоса и Перу, двух новых для науки видов беспозвоночных и трёх специализированных докладов на международных конференциях.

## Таксоны названные в честь Изерского
За многолетний вклад в изучение фауны беспозвоночных животных Амазонии в честь Изерского были названы следующие таксоны, определённые как новые для науки:
- Plectoptera vladimiri Anisyutkin, 2009[14] (Blattelidae)
- Uvaroviella izerskyi Gorochov, 2011[15] (Gryllidae)
- Diatrypa volodymyri Gorochov, 2013 (Gryllidae)
- Gnathoclita izerskyi Gorochov, 2018[16] (Tettigoniidae)
- Uvaroviella izerskyi multa Gorochov, 2019[17] (Gryllidae)
- Gen. Izerskya Gorokhov, 2019[18] (Gryllidae)

## Членство в профессиональных обществах
Член Украинского энтомологического общества с 1998 года.
Член международной организации Entomological Livestock Group (ELG), Великобритания с 1999 года.
Член Перуанского энтомологического общества с 2008 года.
Член Перуанского орнитологического общества с 2014 года.